# Élections municipales de 2021 dans Le Haut-Saint-François
Pour un article plus général, voir Élections municipales de 2021 en Estrie.
Cet article concerne les élections municipales de 2021 en Estrie dans la municipalité régionale de comté de Le Haut-Saint-François.

## Ascot Corner
|             | Élection (2017)                                                                             | Dissolution (2021)                                                                             | Élection (2021)                                                                                   |
| Maire       | Nathalie Bresse                                                                             | Nathalie Bresse                                                                                | Éric Mageau                                                                                       |
| Conseillers | Gina Castelli Éric Mageau René R. Rivard France Martel Chantal Lambert Jean-Pierre Beaudoin | Gina Castelli Éric Mageau René R. Rivard France Martel Christine Lafrance Jean-Pierre Beaudoin | Gina Castelli Sylvie Boucher Alain Marc Rondeau Stéphane Baillargeon Lisa Cadorette Hélène Bédard |

| Taux de participation :                | Taux de participation :                | Taux de participation :                | Taux de participation :                | Taux de participation :                | 27,0 % |
| Nombre de votes valides :              | Nombre de votes valides :              | Nombre de votes valides :              | Nombre de votes valides :              | Nombre de votes valides :              | 689    |
| Nombre de votes rejetées à la mairie : | Nombre de votes rejetées à la mairie : | Nombre de votes rejetées à la mairie : | Nombre de votes rejetées à la mairie : | Nombre de votes rejetées à la mairie : | 4      |
| Nombre d'électeurs inscrits :          | Nombre d'électeurs inscrits :          | Nombre d'électeurs inscrits :          | Nombre d'électeurs inscrits :          | Nombre d'électeurs inscrits :          | 2 565  |

| Candidats pour la mairie               | Vote | %     |
| -------------------------------------- | ---- | ----- |
| Éric Mageau (Sortant d'un autre poste) | 572  | 83,02 |
| Jacques de Léséleuc                    | 117  | 16,98 |

| Candidats conseiller #1  | Vote            | %               |
| ------------------------ | --------------- | --------------- |
| Gina Castelli (Sortante) | Sans opposition | Sans opposition |

| Candidats conseiller #2 | Vote            | %               |
| ----------------------- | --------------- | --------------- |
| Sylvie Boucher          | Sans opposition | Sans opposition |

| Candidats conseiller #3 | Vote            | %               |
| ----------------------- | --------------- | --------------- |
| Alain Marc Rondeau      | Sans opposition | Sans opposition |

| Candidats conseiller #4 | Vote | %     |
| ----------------------- | ---- | ----- |
| Stéphane Baillargeon    | 379  | 60,45 |
| Éric Tremblay           | 248  | 39,55 |

| Candidats conseiller #5       | Vote | %     |
| ----------------------------- | ---- | ----- |
| Lisa Cadorette                | 335  | 52,02 |
| Christine Lafrance (Sortante) | 309  | 47,98 |

| Candidats conseiller #6 | Vote            | %               |
| ----------------------- | --------------- | --------------- |
| Hélène Bédard           | Sans opposition | Sans opposition |

- Démission d'Éric Mageau, maire, le 25 mai 2022 en raison d'une surcharge professionnelle[1]. Stéphane Baillargeon, conseiller #4, assure l'intérim à titre de maire suppléant[2].

- Élection de Nathalie Bresse au poste de mairesse le 11 septembre 2022[3].

| Candidats pour la mairie | Vote                  | %    |
| ------------------------ | --------------------- | ---- |
| Nathalie Bresse          | n/d                   | 92,0 |
| Jacques de Léséleuc      | n/d                   | 8,0  |
| Taux de participation    | Taux de participation | 14,0 |

## Bury
|             | Élection (2017)                                                                                   | Dissolution (2021)                                                                      | Élection (2021)                                                                             |
| Maire       | Walter Dougherty                                                                                  | Walter Dougherty                                                                        | Denis Savage                                                                                |
| Conseillers | Daniel Fréchette Marilyn Matheson Sabrina Patry-McComb Alain Villemure Delma Fisher Corey Strapps | Jean Bergeron Marilyn Matheson Sabrina Patry-McComb Alain Villemure Delma Fisher Vacant | Karrie Parent Vanessa Chapman Samantha Hartwell Alain Villemure Corey Strapps Marc Bilodeau |

| Taux de participation :                | Taux de participation :                | Taux de participation :                | Taux de participation :                | Taux de participation :                | 39,0 % |
| Nombre de votes valides :              | Nombre de votes valides :              | Nombre de votes valides :              | Nombre de votes valides :              | Nombre de votes valides :              | 376    |
| Nombre de votes rejetées à la mairie : | Nombre de votes rejetées à la mairie : | Nombre de votes rejetées à la mairie : | Nombre de votes rejetées à la mairie : | Nombre de votes rejetées à la mairie : | 6      |
| Nombre d'électeurs inscrits :          | Nombre d'électeurs inscrits :          | Nombre d'électeurs inscrits :          | Nombre d'électeurs inscrits :          | Nombre d'électeurs inscrits :          | 979    |

| Candidats pour la mairie   | Vote | %     |
| -------------------------- | ---- | ----- |
| Denis Savage               | 198  | 52,66 |
| Walter Dougherty (Sortant) | 178  | 47,34 |

| Candidats conseiller #1 | Vote | %     |
| ----------------------- | ---- | ----- |
| Karrie Parent           | 286  | 76,06 |
| Beverley Grey           | 90   | 23,94 |

| Candidats conseiller #2 | Vote | %     |
| ----------------------- | ---- | ----- |
| Vanessa Chapman         | 266  | 70,74 |
| Mysie Paul              | 110  | 29,26 |

| Candidats conseiller #3 | Vote | %     |
| ----------------------- | ---- | ----- |
| Samantha Hartwell       | 257  | 67,99 |
| Randy Chapman           | 121  | 32,01 |

| Candidats conseiller #4   | Vote            | %               |
| ------------------------- | --------------- | --------------- |
| Alain Villemure (Sortant) | Sans opposition | Sans opposition |

| Candidats conseiller #5                  | Vote | %     |
| ---------------------------------------- | ---- | ----- |
| Corey Strapps (Sortant d'un autre poste) | 207  | 55,35 |
| Jody-Ann Davis                           | 167  | 44,65 |

| Candidats conseiller #6 | Vote | %     |
| ----------------------- | ---- | ----- |
| Marc Bilodeau           | 226  | 60,72 |
| Joey McClure            | 149  | 39,73 |

## Chartierville
|             | Élection (2017)                                                                           | Dissolution (2021)                                                                     | Élection (2021)                                                                              |
| Maire       | Denis Dion                                                                                | Denis Dion                                                                             | Denis Dion                                                                                   |
| Conseillers | Édith Giard Simon Lafrenière Nathalie Guesneau Guy Gilbert Claude Sévigny Vanessa Faucher | Claude Gagnon Simon Lafrenière Nathalie Guesneau Kenneth Cameron Claude Sévigny Vacant | Joane Dubé Simon Lafrenière Jean Bellehumeur Frédéric Landry Claude Sévigny Lise Bellehumeur |

| Candidats pour la mairie | Vote            | %               |
| ------------------------ | --------------- | --------------- |
| Denis Dion (Sortant)     | Sans opposition | Sans opposition |

| Candidats conseiller #1 | Vote            | %               |
| ----------------------- | --------------- | --------------- |
| Joane Dubé              | Sans opposition | Sans opposition |

| Candidats conseiller #2    | Vote            | %               |
| -------------------------- | --------------- | --------------- |
| Simon Lafrenière (Sortant) | Sans opposition | Sans opposition |

| Candidats conseiller #3 | Vote            | %               |
| ----------------------- | --------------- | --------------- |
| Jean Bellehumeur        | Sans opposition | Sans opposition |

| Candidats conseiller #4 | Vote | %     |
| ----------------------- | ---- | ----- |
| Frédéric Landry         | 157  | 79,70 |
| Ken Cameron (Sortant)   | 40   | 20,30 |

| Candidats conseiller #5  | Vote            | %               |
| ------------------------ | --------------- | --------------- |
| Claude Sévigny (Sortant) | Sans opposition | Sans opposition |

| Candidats conseiller #6                       | Vote | %     |
| --------------------------------------------- | ---- | ----- |
| Lise Bellehumeur                              | 137  | 71,35 |
| Nathalie Guesneau (Sortante d'un autre poste) | 55   | 28,65 |

## Cookshire-Eaton
|             | Élection (2017)                                                                              | Dissolution (2021)                                                                           | Élection (2021)                                                                                      |
| Maire       | Sylvie Lapointe                                                                              | Sylvie Lapointe                                                                              | Mario Gendron                                                                                        |
| Conseillers | Louise Gosselin Mario Gendron Roger Thibault Marcel Charpentier Pete Lachance Michel Mercier | Louise Gosselin Mario Gendron Roger Thibault Marcel Charpentier Pete Lachance Michel Mercier | Alain Paquette Cindy Duquette St-Louis Roger Thibault Marce Charpentier Daphné Raymond Josée Pérusse |

| Taux de participation :                | Taux de participation :                | Taux de participation :                | Taux de participation :                | Taux de participation :                | 32,3 % |
| Nombre de votes valides :              | Nombre de votes valides :              | Nombre de votes valides :              | Nombre de votes valides :              | Nombre de votes valides :              | 1 349  |
| Nombre de votes rejetées à la mairie : | Nombre de votes rejetées à la mairie : | Nombre de votes rejetées à la mairie : | Nombre de votes rejetées à la mairie : | Nombre de votes rejetées à la mairie : | 12     |
| Nombre d'électeurs inscrits :          | Nombre d'électeurs inscrits :          | Nombre d'électeurs inscrits :          | Nombre d'électeurs inscrits :          | Nombre d'électeurs inscrits :          | 4 208  |

| Candidats pour la mairie                 | Vote | %     |
| ---------------------------------------- | ---- | ----- |
| Mario Gendron (Sortant d'un autre poste) | 885  | 65,60 |
| Sylvie Lapointe (Sortante)               | 464  | 34,40 |

| Candidats district #1 | Vote            | %               |
| --------------------- | --------------- | --------------- |
| Alain Paquette        | Sans opposition | Sans opposition |

| Candidats district #2   | Vote            | %               |
| ----------------------- | --------------- | --------------- |
| Cindy Duquette St-Louis | Sans opposition | Sans opposition |

| Candidats district #3    | Vote            | %               |
| ------------------------ | --------------- | --------------- |
| Roger Thibault (Sortant) | Sans opposition | Sans opposition |

| Candidats district #4        | Vote            | %               |
| ---------------------------- | --------------- | --------------- |
| Marcel Charpentier (Sortant) | Sans opposition | Sans opposition |

| Candidats district #5 | Vote            | %               |
| --------------------- | --------------- | --------------- |
| Daphné Raymond        | Sans opposition | Sans opposition |

| Candidats district #6    | Vote | %     |
| ------------------------ | ---- | ----- |
| Josée Pérusse            | 160  | 50,63 |
| Michel Mercier (Sortant) | 109  | 34,49 |
| Marcel Shank             | 47   | 14,87 |

- Démission d'Alain Paquette, conseiller #1, en juillet 2023 pour raisons personnelles[4].

- Élection de Jean-Marc Dickenson au poste de conseiller #1 le 17 septembre 2023[5].

| Candidats district #1 | Vote      | %     |
| --------------------- | --------- | ----- |
| Jean-Marc Dickenson   | 65        | 59,63 |
| Jean Tremblay         | 44        | 40,37 |
| Bulletins rejetés     | 1         |       |
| Taux de participation | 110 / 699 | 15,74 |

## Dudswell
|             | Élection (2017)                                                                                | Dissolution (2021)                                                                             | Élection (2021)                                                                                |
| Maire       | Mariane Paré                                                                                   | Mariane Paré                                                                                   | Mariane Paré                                                                                   |
| Conseillers | Alain Dodier Véronick Beaumont Michel Gagné Majolaine Larocque Réjean Cloutier Isabelle Bibeau | Alain Dodier Véronick Beaumont Michel Gagné Majolaine Larocque Réjean Cloutier Isabelle Bibeau | Vincent Dodier Réjean Simard Domenica Guzzo Majolaine Larocque Réjean Cloutier Isabelle Bibeau |

| Taux de participation :                | Taux de participation :                | Taux de participation :                | Taux de participation :                | Taux de participation :                | 34,7 % |
| Nombre de votes valides :              | Nombre de votes valides :              | Nombre de votes valides :              | Nombre de votes valides :              | Nombre de votes valides :              | 497    |
| Nombre de votes rejetées à la mairie : | Nombre de votes rejetées à la mairie : | Nombre de votes rejetées à la mairie : | Nombre de votes rejetées à la mairie : | Nombre de votes rejetées à la mairie : | 26     |
| Nombre d'électeurs inscrits :          | Nombre d'électeurs inscrits :          | Nombre d'électeurs inscrits :          | Nombre d'électeurs inscrits :          | Nombre d'électeurs inscrits :          | 1 507  |

| Candidats pour la mairie | Vote | %     |
| ------------------------ | ---- | ----- |
| Mariane Paré (Sortante)  | 428  | 86,12 |
| Daniel Blais             | 69   | 13,88 |

| Candidats conseiller #1 | Vote            | %               |
| ----------------------- | --------------- | --------------- |
| Vincent Dodier          | Sans opposition | Sans opposition |

| Candidats conseiller #2 | Vote | %     |
| ----------------------- | ---- | ----- |
| Réjean Simard           | 405  | 81,65 |
| Mario Fontaine          | 91   | 18,35 |

| Candidats conseiller #3 | Vote            | %               |
| ----------------------- | --------------- | --------------- |
| Domenica Guzzo          | Sans opposition | Sans opposition |

| Candidats conseiller #4        | Vote            | %               |
| ------------------------------ | --------------- | --------------- |
| Marjolaine Larocque (Sortante) | Sans opposition | Sans opposition |

| Candidats conseiller #5   | Vote            | %               |
| ------------------------- | --------------- | --------------- |
| Réjean Cloutier (Sortant) | Sans opposition | Sans opposition |

| Candidats conseiller #6    | Vote            | %               |
| -------------------------- | --------------- | --------------- |
| Isabelle Bibeau (Sortante) | Sans opposition | Sans opposition |

## East Angus
|             | Élection (2017)                                                                       | Dissolution (2021)                                                               | Élection (2021)                                                                            |
| Maire       | Lyne Boulanger                                                                        | Lyne Boulanger                                                                   | Lyne Boulanger                                                                             |
| Conseillers | Michel Champigny Meagan Reid Dany Langlois Antoni Dumont Denis Gilbert Nicole Bernier | Michel Champigny Vacant Dany Langlois Antoni Dumont Denis Gilbert Nicole Bernier | Michel Champigny Guillaume Landry Dany Langlois Antoni Dumont Denis Gilbert Nicole Bernier |

| Candidats pour la mairie  | Vote            | %               |
| ------------------------- | --------------- | --------------- |
| Lyne Boulanger (Sortante) | Sans opposition | Sans opposition |

| Candidats conseiller #1    | Vote            | %               |
| -------------------------- | --------------- | --------------- |
| Michel Champigny (Sortant) | Sans opposition | Sans opposition |

| Candidats conseiller #2  | Vote | %     |
| ------------------------ | ---- | ----- |
| Guillaume Landry         | 243  | 39,00 |
| Sabrina Denault Lapointe | 208  | 33,39 |
| Esthelle Larouche        | 172  | 27,61 |

| Candidats conseiller #3 | Vote            | %               |
| ----------------------- | --------------- | --------------- |
| Dany Langlois (Sortant) | Sans opposition | Sans opposition |

| Candidats conseiller #4 | Vote            | %               |
| ----------------------- | --------------- | --------------- |
| Antoni Dumont (Sortant) | Sans opposition | Sans opposition |

| Candidats conseiller #5 | Vote            | %               |
| ----------------------- | --------------- | --------------- |
| Denis Gilbert (Sortant) | Sans opposition | Sans opposition |

| Candidats conseiller #6   | Vote            | %               |
| ------------------------- | --------------- | --------------- |
| Nicole Bernier (Sortante) | Sans opposition | Sans opposition |

## Hampden
|             | Élection (2017)                                                                                   | Dissolution (2021)                                                                                | Élection (2021)                                                                                       |
| Maire       | Bertrand Prévost                                                                                  | Bertrand Prévost                                                                                  | Bertrand Prévost                                                                                      |
| Conseillers | Pascal Prévost Lisa Irving Monique Christine Scholz Sylvie Caron Chantal Langlois Valérie Prévost | Pascal Prévost Lisa Irving Monique Christine Scholz Sylvie Caron Chantal Langlois Martin Turcotte | Aucune candidature Lisa Irving Monique Christine Scholz Sylvie Caron Chantal Langlois Martin Turcotte |

| Candidats pour la mairie   | Vote            | %               |
| -------------------------- | --------------- | --------------- |
| Bertrand Prévost (Sortant) | Sans opposition | Sans opposition |

| Candidats conseiller #1 | Vote | % |
| ----------------------- | ---- | - |
| Aucune candidature      |      |   |

| Candidats conseiller #2 | Vote            | %               |
| ----------------------- | --------------- | --------------- |
| Lisa Irving (Sortante)  | Sans opposition | Sans opposition |

| Candidats conseiller #3             | Vote            | %               |
| ----------------------------------- | --------------- | --------------- |
| Monique Christine Scholz (Sortante) | Sans opposition | Sans opposition |

| Candidats conseiller #4 | Vote            | %               |
| ----------------------- | --------------- | --------------- |
| Sylvie Caron (Sortante) | Sans opposition | Sans opposition |

| Candidats conseiller #5     | Vote            | %               |
| --------------------------- | --------------- | --------------- |
| Chantal Langlois (Sortante) | Sans opposition | Sans opposition |

| Candidats conseiller #6   | Vote            | %               |
| ------------------------- | --------------- | --------------- |
| Martin Turcotte (Sortant) | Sans opposition | Sans opposition |

- Entrée au conseil de Maryse Briand à titre de conseillère #1 dès la séance du 7 décembre 2021[6].

| Candidats conseiller #1 | Vote | %   |
| ----------------------- | ---- | --- |
| Maryse Briand           | n/d  | n/d |

## La Patrie
|             | Élection (2017)                                                                                | Dissolution (2021)                                                                             | Élection (2021)                                                                        |
| Maire       | Johanne Delage                                                                                 | Johanne Delage                                                                                 | Johanne Delage                                                                         |
| Conseillers | Richard Blais Denise Pinard Nathalie Pilon Jean-Pierre Comtois Philippe Delage Chantal Prévost | Richard Blais Denise Pinard Nathalie Pilon Jean-Pierre Comtois Philippe Delage Chantal Prévost | Richard Blais France Tardif Hélène Côté Chantal Lacoursière Paul Olsen Philippe Delage |

| Candidats pour la mairie  | Vote            | %               |
| ------------------------- | --------------- | --------------- |
| Johanne Delage (Sortante) | Sans opposition | Sans opposition |

| Candidats conseiller #1 | Vote            | %               |
| ----------------------- | --------------- | --------------- |
| Richard Blais (Sortant) | Sans opposition | Sans opposition |

| Candidats conseiller #2  | Vote            | %               |
| ------------------------ | --------------- | --------------- |
| France Tardif (Sortante) | Sans opposition | Sans opposition |

| Candidats conseiller #3 | Vote            | %               |
| ----------------------- | --------------- | --------------- |
| Hélène Côté             | Sans opposition | Sans opposition |

| Candidats conseiller #4 | Vote            | %               |
| ----------------------- | --------------- | --------------- |
| Chantal Lacoursière     | Sans opposition | Sans opposition |

| Candidats conseiller #5 | Vote            | %               |
| ----------------------- | --------------- | --------------- |
| Paul Olsen              | Sans opposition | Sans opposition |

| Candidats conseiller #6                    | Vote            | %               |
| ------------------------------------------ | --------------- | --------------- |
| Philippe Delage (Sortant d'un autre poste) | Sans opposition | Sans opposition |

- Démission de France Tardif, conseillère #2, le 7 juin 2022[7].

- Élection sans opposition de Geneviève Gilbert au poste de conseillère #2 le 16 octobre 2022[8].

| Candidats conseiller #2 | Vote            | %               |
| ----------------------- | --------------- | --------------- |
| Geneviève Gilbert       | Sans opposition | Sans opposition |

## Lingwick
|             | Élection (2017)                                                                     | Dissolution (2021)                                                                    | Élection (2021)                                                                       |
| Maire       | Aucune candidature                                                                  | Céline Gagné                                                                          | Robert Gladu                                                                          |
| Conseillers | Martin Loubier Guy Lapointe Daniel Aubut Nelly Marais Sébastien Alix Jonathan Audet | Martin Loubier Guy Lapointe Daniel Aubut Suzanne Jutras Sébastien Alix Jonathan Audet | Julie Robillard Guy Lapointe Daniel Aubut Suzanne Jutras Jonatan Audet Sébastien Alix |

| Candidats pour la mairie | Vote            | %               |
| ------------------------ | --------------- | --------------- |
| Robert Gladu             | Sans opposition | Sans opposition |

| Candidats conseiller #1 | Vote            | %               |
| ----------------------- | --------------- | --------------- |
| Julie Robillard         | Sans opposition | Sans opposition |

| Candidats conseiller #2 | Vote            | %               |
| ----------------------- | --------------- | --------------- |
| Guy Lapointe (Sortant)  | Sans opposition | Sans opposition |

| Candidats conseiller #3 | Vote            | %               |
| ----------------------- | --------------- | --------------- |
| Daniel Audet (Sortant)  | Sans opposition | Sans opposition |

| Candidats conseiller #4   | Vote            | %               |
| ------------------------- | --------------- | --------------- |
| Suzanne Jutras (Sortante) | Sans opposition | Sans opposition |

| Candidats conseiller #5                  | Vote | %     |
| ---------------------------------------- | ---- | ----- |
| Jonatan Audet (Sortant d'un autre poste) | 79   | 54,11 |
| Jean Rancourt                            | 67   | 45,89 |

| Candidats conseiller #6                   | Vote            | %               |
| ----------------------------------------- | --------------- | --------------- |
| Sébastien Alix (Sortant d'un autre poste) | Sans opposition | Sans opposition |

- Démission de Sébastien Alix, conseiller #6, le 4 juillet 2022[9].

- Démission de Daniel Audet, conseiller #3, le 6 septembre 2022[10].

- Élection sans opposition de Martin Loubier au poste de conseiller #3 et de Gaétan Roy au poste de conseiller #6 le 30 septembre 2022[11].

| Candidats conseiller #4 | Vote            | %               |
| ----------------------- | --------------- | --------------- |
| Martin Loubier          | Sans opposition | Sans opposition |

| Candidats conseiller #6 | Vote            | %               |
| ----------------------- | --------------- | --------------- |
| Gaétan Roy              | Sans opposition | Sans opposition |

- Démission de Julie Robillard, conseillère #1, le 6 février 2023[12].

- Entrée de Kim Munkittrick au conseil au poste de conseillère #1 dès la séance du 27 mars 2023[13].

| Candidats conseiller #1 | Vote | %   |
| ----------------------- | ---- | --- |
| Kim Munkittrick         | n/d  | n/d |

- Démission de Jonathan Audet, conseiller #5, le 29 mai 2023[14].

- Entrée de Sylvain Hamel au conseil au poste de conseiller #5 dès la séance du 5 septembre 2023[15].

| Candidats conseiller #5 | Vote | %   |
| ----------------------- | ---- | --- |
| Sylvain Hamel           | n/d  | n/d |

## Newport
|             | Élection (2017)                                                                                             | Dissolution (2021)                                                                                          | Élection (2021)                                                                                          |
| Maire       | Lionel Roy                                                                                                  | Lionel Roy                                                                                                  | Robert Asselin                                                                                           |
| Conseillers | Germain Boutin Anne Marie Yeates Dubeau Jacqueline Désindes Jeffrey Bowker Timothy Morrison Martha Lévesque | Germain Boutin Anne Marie Yeates Dubeau Jacqueline Désindes Jeffrey Bowker Timothy Morrison Martha Lévesque | Germain Boutin Anne Marie Yeates Dubeau Jacqueline Désindes Jeffrey Bowker Timothy Morrison Amanda Hamel |

| Taux de participation :                | Taux de participation :                | Taux de participation :                | Taux de participation :                | Taux de participation :                | 42,5 % |
| Nombre de votes valides :              | Nombre de votes valides :              | Nombre de votes valides :              | Nombre de votes valides :              | Nombre de votes valides :              | 277    |
| Nombre de votes rejetées à la mairie : | Nombre de votes rejetées à la mairie : | Nombre de votes rejetées à la mairie : | Nombre de votes rejetées à la mairie : | Nombre de votes rejetées à la mairie : | 2      |
| Nombre d'électeurs inscrits :          | Nombre d'électeurs inscrits :          | Nombre d'électeurs inscrits :          | Nombre d'électeurs inscrits :          | Nombre d'électeurs inscrits :          | 656    |

| Candidats pour la mairie | Vote | %     |
| ------------------------ | ---- | ----- |
| Robert Asselin           | 161  | 58,12 |
| Richard Grey             | 116  | 41,88 |

| Candidats conseiller #1  | Vote            | %               |
| ------------------------ | --------------- | --------------- |
| Germain Boutin (Sortant) | Sans opposition | Sans opposition |

| Candidats conseiller #2             | Vote            | %               |
| ----------------------------------- | --------------- | --------------- |
| Anne Marie Yeates Dubeau (Sortante) | Sans opposition | Sans opposition |

| Candidats conseiller #3        | Vote            | %               |
| ------------------------------ | --------------- | --------------- |
| Jacqueline Désindes (Sortante) | Sans opposition | Sans opposition |

| Candidats conseiller #4  | Vote            | %               |
| ------------------------ | --------------- | --------------- |
| Jeffrey Bowker (Sortant) | Sans opposition | Sans opposition |

| Candidats conseiller #5    | Vote            | %               |
| -------------------------- | --------------- | --------------- |
| Timothy Morrison (Sortant) | Sans opposition | Sans opposition |

| Candidats conseiller #6 | Vote            | %               |
| ----------------------- | --------------- | --------------- |
| Amanda Hamel            | Sans opposition | Sans opposition |

## Saint-Isidore-de-Clifton
|             | Élection (2017)                                                         | Dissolution (2021)                                                                  | Élection (2021)                                                                    |
| Maire       | Yann Vallières                                                          | Yann Vallières                                                                      | André Perron                                                                       |
| Conseillers | Marc Bégin Audrey Turgeon Perry Bell Lee Brazel Yves Bond Pierre Blouin | Marc Bégin Audrey Turgeon Perry Bell Lee Brazel Marie-Michèle Turgeon Pierre Blouin | Marc Bégin Yves Bond Denys Gosselin Lee Brazel Marie-Michèle Turgeon Pierre Blouin |

| Candidats pour la mairie | Vote            | %               |
| ------------------------ | --------------- | --------------- |
| André Perron             | Sans opposition | Sans opposition |

| Candidats conseiller #1 | Vote            | %               |
| ----------------------- | --------------- | --------------- |
| Marc Bégin (Sortant)    | Sans opposition | Sans opposition |

| Candidats conseiller #2 | Vote            | %               |
| ----------------------- | --------------- | --------------- |
| Yves Bond               | Sans opposition | Sans opposition |

| Candidats conseiller #3 | Vote | %     |
| ----------------------- | ---- | ----- |
| Denys Gosselin          | 122  | 72,19 |
| Didier Marchione        | 47   | 27,81 |

| Candidats conseiller #4 | Vote            | %               |
| ----------------------- | --------------- | --------------- |
| Lee Brazel (Sortant)    | Sans opposition | Sans opposition |

| Candidats conseiller #5          | Vote            | %               |
| -------------------------------- | --------------- | --------------- |
| Marie-Michèle Turgeon (Sortante) | Sans opposition | Sans opposition |

| Candidats conseiller #6 | Vote            | %               |
| ----------------------- | --------------- | --------------- |
| Pierre Blouin (Sortant) | Sans opposition | Sans opposition |

## Scotstown
|             | Élection (2017)                                                                               | Dissolution (2021)                                                                   | Élection (2021)                                                                                   |
| Maire       | Dominique Boisvert                                                                            | Sylvie Dubé                                                                          | Marc-Olivier Désilets                                                                             |
| Conseillers | Iain MacAuley Noëlle Hayes Sylvie Dubé Marie-Olivier Désilets Martin Valcourt Gilles Valcourt | Cathy Roy Noëlle Hayes Vacant Marie-Olivier Désilets Martin Valcourt Gilles Valcourt | Cathy Roy Elisabeth Boil Jérémy Beauchemin Marjolaine Guillemette Martin Valcourt Maxime Désilets |

| Candidats pour la mairie                         | Vote            | %               |
| ------------------------------------------------ | --------------- | --------------- |
| Marc-Olivier Désilets (Sortant d'un autre poste) | Sans opposition | Sans opposition |

| Candidats conseiller #1 | Vote            | %               |
| ----------------------- | --------------- | --------------- |
| Cathy Roy (Sortante)    | Sans opposition | Sans opposition |

| Candidats conseiller #2 | Vote            | %               |
| ----------------------- | --------------- | --------------- |
| Elisabeth Boil          | Sans opposition | Sans opposition |

| Candidats conseiller #3 | Vote            | %               |
| ----------------------- | --------------- | --------------- |
| Jérémy Beauchemin       | Sans opposition | Sans opposition |

| Candidats conseiller #4 | Vote            | %               |
| ----------------------- | --------------- | --------------- |
| Marjolaine Guillemette  | Sans opposition | Sans opposition |

| Candidats conseiller #5   | Vote            | %               |
| ------------------------- | --------------- | --------------- |
| Martin Valcourt (Sortant) | Sans opposition | Sans opposition |

| Candidats conseiller #6 | Vote            | %               |
| ----------------------- | --------------- | --------------- |
| Maxime Désilets         | Sans opposition | Sans opposition |

- Déclaration de vacances des postes de Jérémy Beauchemin, conseiller #3, et de Maxime Désilets, conseiller #6, à la suite du dépôt d'une décision de la Commission municipale du Québec le 3 octobre 2023[16].

- Élection partielle aux postes de conseiller #3 et #6 le 3 mars 2024.

## Weedon
|             | Élection (2017)                                                                             | Dissolution (2021)                                                                  | Élection (2021)                                                                               |
| Maire       | Richard Tanguay                                                                             | Eugène Gagné                                                                        | Eugène Gagné                                                                                  |
| Conseillers | Pierre Bergeron Daniel Sabourin Joanne Leblanc Daniel Groleau Maylis Toulouse Denis Rondeau | Pierre Bergeron Daniel Sabourin Vacant Daniel Groleau Maylis Toulouse Denis Rondeau | Pierre Bergeron Daniel Sabourin Olivier Paiement Daniel Groleau Maylis Toulouse Denis Rondeau |

| Candidats pour la mairie | Vote            | %               |
| ------------------------ | --------------- | --------------- |
| Eugène Gagné (Sortant)   | Sans opposition | Sans opposition |

| Candidats district #1     | Vote            | %               |
| ------------------------- | --------------- | --------------- |
| Pierre Bergeron (Sortant) | Sans opposition | Sans opposition |

| Candidats district #2     | Vote            | %               |
| ------------------------- | --------------- | --------------- |
| Daniel Sabourin (Sortant) | Sans opposition | Sans opposition |

| Candidats district #3 | Vote | %     |
| --------------------- | ---- | ----- |
| Olivier Paiement      | 53   | 56,99 |
| Renée Montgrain       | 21   | 22,58 |
| Ambrose Kibos         | 19   | 20,43 |

| Candidats district #4    | Vote            | %               |
| ------------------------ | --------------- | --------------- |
| Daniel Groleau (Sortant) | Sans opposition | Sans opposition |

| Candidats district #5      | Vote | %     |
| -------------------------- | ---- | ----- |
| Maylis Toulouse (Sortante) | 81   | 91,01 |
| Benoit Courchesne          | 8    | 8,99  |

| Candidats district #6   | Vote            | %               |
| ----------------------- | --------------- | --------------- |
| Denis Rondeau (Sortant) | Sans opposition | Sans opposition |

- Démission de Maylis Toulouse, conseillère #5, le 5 juillet 2023[17].

- Entrée au conseil de Renée Montgrain à titre de conseillère #5 lors de la séance du 25 septembre 2023[18].

| Candidats district #5 | Vote | %   |
| --------------------- | ---- | --- |
| Renée Montgrain       | n/d  | n/d |

## Westbury
|             | Élection (2017)                                                                         | Dissolution (2021)                                                                  | Élection (2021)                                                                   |
| Maire       | Gray Forster                                                                            | Gray Forster                                                                        | Gray Foster                                                                       |
| Conseillers | Marcel Gendron Réjean Vachon Doris Martineau Jean Martel Aucune candidature Pierre Reid | Marcel Gendron Réjean Vachon Doris Martineau Jean Martel Sylvain Hébert Pierre Reid | Mélanie Cyr Marilyne Gendron Claudia Gilbert Jean Martel Mario Dolbec Pierre Reid |

| Taux de participation :                | Taux de participation :                | Taux de participation :                | Taux de participation :                | Taux de participation :                | 52,6 % |
| Nombre de votes valides :              | Nombre de votes valides :              | Nombre de votes valides :              | Nombre de votes valides :              | Nombre de votes valides :              | 458    |
| Nombre de votes rejetées à la mairie : | Nombre de votes rejetées à la mairie : | Nombre de votes rejetées à la mairie : | Nombre de votes rejetées à la mairie : | Nombre de votes rejetées à la mairie : | 3      |
| Nombre d'électeurs inscrits :          | Nombre d'électeurs inscrits :          | Nombre d'électeurs inscrits :          | Nombre d'électeurs inscrits :          | Nombre d'électeurs inscrits :          | 877    |

| Candidats pour la mairie                  | Vote | %     |
| ----------------------------------------- | ---- | ----- |
| Gray Foster (Sortant)                     | 233  | 50,87 |
| Sylvain Hébert (Sortant d'un autre poste) | 225  | 49,13 |

| Candidats conseiller #1  | Vote | %     |
| ------------------------ | ---- | ----- |
| Mélanie Cyr              | 237  | 51,86 |
| Marcel Gendron (Sortant) | 220  | 48,14 |

| Candidats conseiller #2 | Vote | %     |
| ----------------------- | ---- | ----- |
| Marilyne Gendron        | 324  | 71,37 |
| Réjean Vachon (Sortant) | 130  | 28,63 |

| Candidats conseiller #3   | Vote | %     |
| ------------------------- | ---- | ----- |
| Claudia Gilbert           | 233  | 50,87 |
| Doris Martineau (Sortant) | 225  | 49,13 |

| Candidats conseiller #4 | Vote | %     |
| ----------------------- | ---- | ----- |
| Jean Martel             | 237  | 51,97 |
| Shane Coates            | 219  | 48,03 |

| Candidats conseiller #5 | Vote            | %               |
| ----------------------- | --------------- | --------------- |
| Mario Dolbec            | Sans opposition | Sans opposition |

| Candidats conseiller #6 | Vote | %     |
| ----------------------- | ---- | ----- |
| Pierre Reid (Sortant)   | 255  | 55,80 |
| Rock Lamontagne         | 202  | 44,20 |